# Dieter Grahn
Dieter Grahn (20 marzo 1944) è un ex canottiere tedesco.

## Palmarès

### Olimpiadi
- 2 medaglie:
  - 2 ori (Città del Messico 1968 nel quattro senza; Monaco di Baviera 1972 nel quattro senza)

### Mondiali
- 2 medaglie:
  - 2 ori (Bled 1966 nel quattro senza; St. Catharines 1970 nel quattro senza)

### Europei
- 3 medaglie:
  - 2 ori (Vichy 1967 nel quattro senza; Copenaghen 1971 nel quattro senza)
  - 1 argento (Klagenfurt 1969 nel due senza)